# جیم ساوت
جیم ساوت (انگلیسی: Jim South) نماینده و استخدام کننده در صنعت پورنوگرافی کشور آمریکا می‌باشد. وی در سال ۱۹۶۸ حق بیمه اش را فروخت و از دالاس به لس آنجلس نقل مکان کرد. او در سال ۱۹۷۶ یک آژانس استعدادیابی باز کرد. آژانس وی تعداد افراد زیادی را برای کار در فیلم‌ها و مجلات مخصوص بزرگسالان معرفی نمود. از افرادی که وی به صنعت پورنوگرافی معرفی کرد می‌توان به شوانا گرانت، مارک والیس، جینجر آلن، ساوانا و کتی گلد ، سوفی دی اشاره کرد.